# Алпаров, Гибад Хабибуллович
Гибад Хабибуллович Алпаров (тат. Гыйбадулла Хәбибулла улы Алпаров; 14 ноября 1888, Курманай, Стерлитамакский уезд, Уфимская губерния, Российская империя — 31 июля 1936, Казань, Татарская АССР, РСФСР, СССР) — учёный-тюрколог, профессор (1932). Автор учебников по татарскому, казахскому и туркменскому языкам.

## Биография
Родился в 1888 году в деревне Курманай Стерлитамакского кантона Уфимской губернии в семье муллы. Окончив сельскую медресе, поступил в медресе «Галия» в Уфе. Затем получал образование в учительской школе Казани.
После 1917 года преподавал на курсах учителей, красноармейцев, в Уфимском рабоче-крестьянском университете; вёл активную журналистскую работу в газетах «Көрәш» (Борьба), «Кызыл яу» (Красный бой), «Кызыл армия» (Красная армия), «Шәрык ярлылары» (Восточная беднота).
В 1921—1924 гг. по состоянию здоровья жил и работал в Средней Азии, участвовал в разработке казахской и туркменской орфографий. Продолжал журналистскую работу в журнале «Чолпан» и в газете «Ак жол», исполнял обязанности научного сотрудника в «Научном совете» при Наркомпросе Туркестана, принимал активное участие в составлении учебников: в 1924 году был руководителем коллектива учёных по составлению учебника «Төрекмән теленең грамматикасы» (Грамматика туркменского языка).
С 1924 года работал секретарём научного центра при Наркомпросе Башкортостана, с 1925 года — при Академцентре Наркомпроса Татарской АССР.
В 1926—1930 годах учился в Ленинградском Восточном институте, поступил в аспирантуру и после окончания её вернулся в Казан. До конца своей жизни преподавал в Восточном педагогическом институте — был доцентом, затем профессором.

## Научная деятельность
Ему принадлежат научные труды по татарскому языку: орфографии, морфологии, синтаксису. 
В 1912 году была напечатана его книга-брошюра о татарских буквах, алфавите и орфографии. Затем появилась книга «Әлифба тәртибе, имла кагыйдәләре, атамалар мәсьәләсе, халык әдәбиятын җыю турында инструкцияләр җыентыгы» (Сборник инструкций о порядке алфавита, правилах орфографии, вопросах терминологии и сборе народного творчества).
В 1926 году в журнале «Безнең юл» Алпаров опубликовал статью «Латин түгел, гарәп» (Не латиница, а арабика), выступив против латинизации языка. В 1927 году перед принятием латиницы вышел его орфографический словарь татарского языка на основе арабской графики («Татар теленең имла сүзлеге». — 139 с.). Когда в 1927 году латиница была официально принята, Алпаров откликнулся статьей «Фонетик транскрипцияме, гамәли язумы?» (Фонетическая транскрипция или практическое письмо? — «Мәгариф», 1928. — № 9).
В 1926 году он участвовал в составлении русского букваря для татарских и башкирских школ: Красная школа: Текст с ударениями и переводами / Г. Х. Алпаров, М. А. Васильев, Р. С. Газизов. — Казань: Гос. изд-во Т.С.С.Р, 1926. — 110 с. Также в 1926 году он опубликовал первое фундаментальное научное исследование в изучении татарского языка Шәкли нигездә татар грамматикасы («Формальная грамматика татарского языка»).
Главным научным трудом Алпарова стал «Шәкли нигездә татар грамматикасы. Телебезне гыйльми тикшерү юлында бер тәҗрибә»  (Татарская грамматика на формальной основе. Опыт научного исследования нашего языка).
Современное издание труда Алпарова: Сайланма хезмәтләр: фонетика, графика, орфография, грамматика, мәсьәләләре. — Казан: Мәгариф, 2008. — 287 с. — ISBN 978-5-7761-1879-1.